# Wormsdorf
Wormsdorf è una frazione (Ortsteil) del comune tedesco di Eilsleben, situato nel circondario di Börde, nel land della Sassonia-Anhalt.
Fino al 31 dicembre 2009 Wormsdorf era un comune autonomo.